# Jewgeni Fanilewitsch Nurislamow
Jewgeni Fanilewitsch Nurislamow (russisch Евгений Фанилевич Нурисламов; * 11. August 1982 in Ufa, Russische SFSR) ist ein russischer Eishockeyspieler, der seit November 2014 bei den Éperviers de Sorel-Tracy in der LNAH unter Vertrag steht.

## Karriere
Jewgeni Nurislamow begann seine Karriere als Eishockeyspieler in seiner Heimatstadt in der Nachwuchsabteilung von Salawat Julajew Ufa. Von dort aus wechselte er zu den Voltigeurs de Drummondville, für die er von 2000 bis 2003 in der kanadischen Juniorenliga QMJHL aktiv war. Anschließend blieb der Verteidiger in Nordamerika und gab sein Debüt im professionellen Eishockey für die San Diego Gulls, für die er von 2003 bis 2005 in der ECHL auf dem Eis stand. Die Saison 2004/05 beendete er allerdings bei deren Ligarivalen Idaho Steelheads. Zudem kam er im Laufe der Spielzeit zu zwei Einsätzen für die Syracuse Crunch in der American Hockey League. Die Saison 2005/06 begann er bei den Rockford IceHogs in der United Hockey League und spielte parallel ein Mal für die Milwaukee Admirals in der AHL. Im Laufe der Spielzeit kehrte er in seine russische Heimat zurück, in der er in den folgenden zweieinhalb Jahren für Neftechimik Nischnekamsk in der russischen Superliga auf dem Eis stand.
Zur Saison 2008/09 unterschrieb Nurislamow einen Vertrag bei Lokomotive Jaroslawl aus der neu gegründeten Kontinentalen Hockey-Liga. Mit seiner neuen Mannschaft erreichte er in der KHL-Premierenspielzeit auf Anhieb das Playoff-Finale um den Gagarin Cup, in dem er mit Lokomotive Jaroslawl allerdings Ak Bars Kasan in der Best-of-Seven-Serie mit 3:4 Siegen unterlag. In der Saison 2010/11 stand der Russe bei Atlant Mytischtschi in der KHL auf dem Eis. Mit Atlant unterlag er ebenfalls im Gagarin-Cup-Finale. Zur Saison 2011/12 wurde er von seinem Ex-Klub Neftechimik Nischnekamsk verpflichtet, kehrte aber im Dezember 2011 zu Atlant zurück.

## Erfolge und Auszeichnungen
- 2009 Russischer Vizemeister mit Lokomotive Jaroslawl
- 2014 Nadeschda-Pokal-Sieger mit dem HK Awangard Omsk

## KHL-Statistik
(Stand: Ende der Saison 2010/11)